# Pedro Camilo Franco
Pedro Camilo Franco Ulloa (Bogotá, Colombia; 23 de abril de 1991) es un futbolista colombiano, juega como defensa central y actualmente es jugador de Alianza Valledupar de la Categoría Primera A de Colombia. Participó en la Copa América de Chile 2015 con la Selección Colombia de fútbol. 
También fue el capitán de la Selección Colombia Sub-20 en la Copa Mundial Sub-20 de 2011.

## Trayectoria

### Millonarios

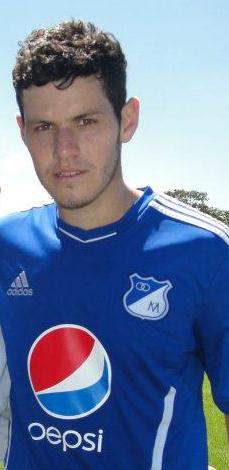
Pedro Franco con Millonarios Fútbol Club.

Pedro Camilo Franco ha estado desde los nueve años de edad en las divisiones inferiores de Millonarios. En este club, Franco participó en los títulos del Campeonato Nacional Juvenil Interclubes en 2007 y de la Primera C en 2008.
Su debut como profesional lo hizo en el partido de pretemporada que Millonarios realizó en Ecuador, en el mes de enero de 2009, frente a Liga de Portoviejo en Manta, Ecuador; partido que ganó el equipo bogotano por 3-1. Su debut en la Primera A fue el 19 de febrero de 2009 cuando inició el juego como titular en Ibagué frente el Deportes Tolima, en cumplimiento de la norma sub-18 que obligaba a los equipos colombianos a alinear un jugador de esta edad fue reemplazado en el segundo tiempo por Jonathan Estrada. Luego de su debut como profesional, personas como Francisco Maturana, Iván Mejía y Hernán Pelaéz, comenzaron a elogiar a Pedro por su gran habilidad y talento.

Franco anotó su primer gol como profesional el 24 de octubre de 2009 con solo 18 años en el partido que Millonarios venció 3-0 a Independiente Medellín en Bogotá. Su debut en las redes era indicio del talento del jugador, pues tras dejar en el camino a un rival, luego de una habilitación de Ricardo Ciciliano, Franco eludió al portero de Medellín marcando un gol de gran factura. Jugó en varios partidos de la Copa Colombia 2009 y 2010, además de alternar en el equipo principal por el torneo de la Categoría Primera A en 2009 y 2010 siendo destacada su labor.
Durante el 2011, su desempeño se centró en la Copa Mundial Sub-20 de la FIFA, torneo disputado en Colombia, donde participó como titular y capitán del equipo que se clasificó a octavos de final primero de su grupo, además anotaría un gol contra Francia. Posteriormente quedaría eliminado en cuartos de final por el seleccionado de México. Una vez finalizado el torneo, alternó en la titular de Millonarios, equipo que alcanzó la semifinal del Torneo Finalización 2011 de Colombia, eliminado por el eventual campeón Junior de Barranquilla. Pese a ello, Franco jugaría de titular y posteriormente logró el título de la Copa Colombia 2011 al enfrentar a Boyacá Chico en la final que dio como ganador al club azul con un resultado global de 2-0.
En el segundo semestre de 2012, Franco se consolida en la titular de Millonarios al lado del panameño Román Torres, alternando la capitanía del equipo con Mayer Candelo, distinción obtenida por sus buenas actuaciones en la zaga embajadora y el amor por la camiseta de la institución que lo ha visto desde las divisiones menores. En aquel semestre hace parte fundamental del esquema del entrenador Hernán Torres que logra la estrella 14 para Millonarios luego de 24 años de sequía, anotando uno de los penales de la tanda que definió el título contra el Independiente Medellín. La imagen es recordada pues el zaguero Bogotano debió jugar el segundo tiempo con tres puntos de sutura en su arco supraciliar izquierdo, tras un golpe cabeza a cabeza con el delantero William Zapata del Medellín. Pedro Franco fue uno de los jugadores más jóvenes del plantel con solo 20 años.

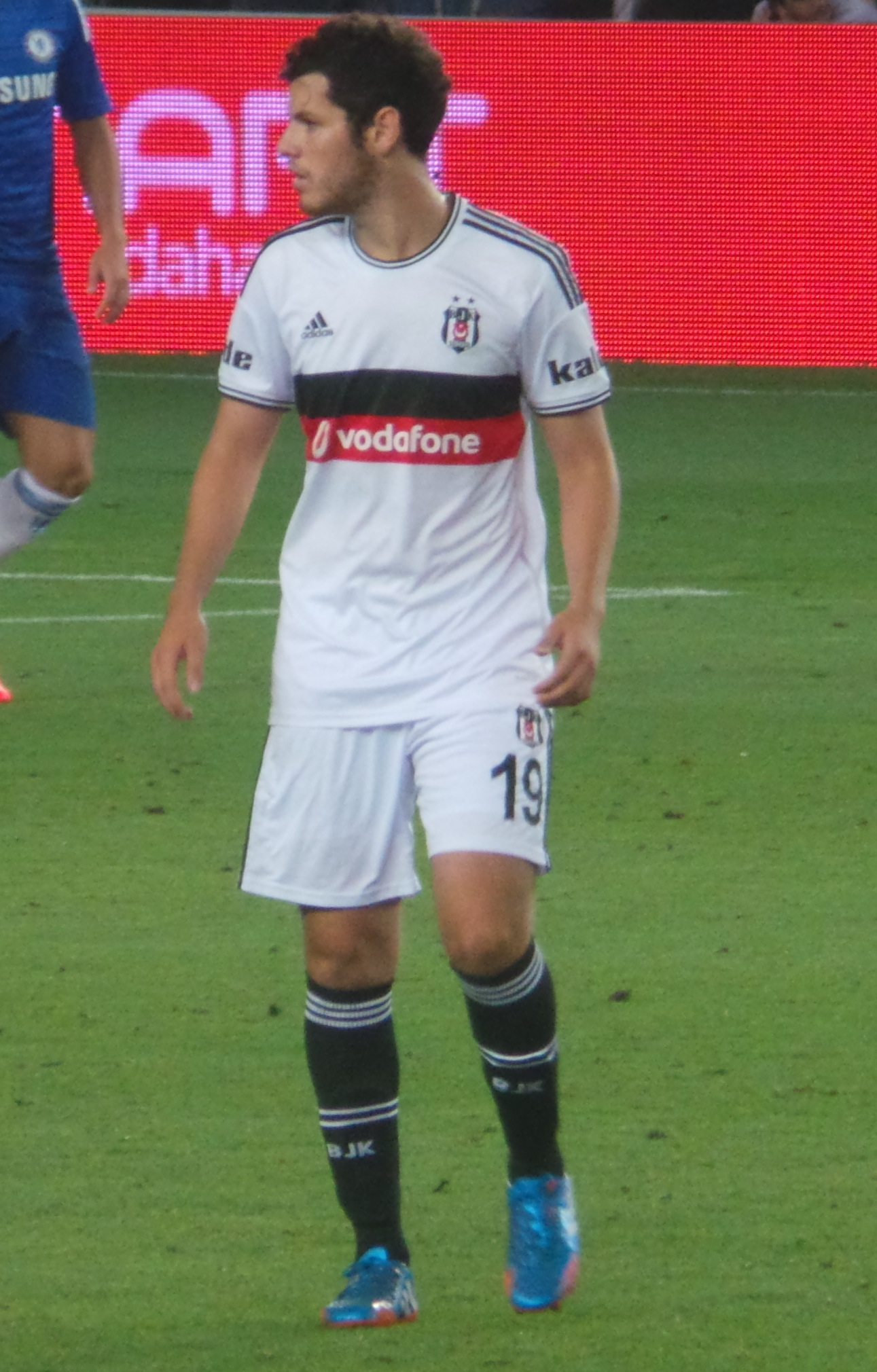
Pedro Franco en un partido con Beşiktaş.

Para el 2013 disputó la Copa Libertadores, pero su equipo quedó eliminado en la fase de grupos. Además, en el Torneo Apertura Millonarios no consiguió llegar a la final al quedar segundo del grupo B en los cuadrangulares finales, por detrás de su rival eterno Santa Fe.

### Besiktas
En el segundo semestre de 2013 Millonarios vende a Pedro Franco firmó un contrato de 5 años con los gigantes turcos por 2,4 Millones de euros al Beşiktaş Jimnastik Kulübü de Turquía.
Sin embargo, él no jugó en ningún juego de la parte turca por varios meses, lo que lleva a muchos a creer que dejaría en el mercado de invierno de 2014. Sin apariciones en la liga, Franco pidió más tiempo de juego para que lugar potencial en 2014 la Copa del Mundo con Colombia. Entrenador de Beşiktaş, Slaven Bilić, se comprometió a ayudarlo a garantizar también que Franco sería incluido en la lista definitiva de Colombia para Brasil 2014.
Después de meses de lucha para ganar su debut, Franco finalmente hizo su primera aparición oficial para el club en 2014 después de haber sido sustituido en contra Trabzonspor en el minuto 66 el partido terminó 1-1. El 21 de julio de 2013, marcó su primer gol con el Beşiktaş contra Schalke en un partido que terminó empatado 1-1.
Compite en la UEFA Europa League 2014-15 con su equipo, donde llegan hasta los octavos de final al caer eliminados por el Brujas.
Volvería a jugar después de siete meses ya en la temporada 2015-16 el 17 de diciembre por la Copa de Turquía en la victoria 3-0 sobre Karabükspor.

### San Lorenzo
El 15 de enero de 2016 es confirmado como refuerzo de Club Atlético San Lorenzo de Almagro cedido por seis meses con opción de compra. Su debut sería el 6 de febrero por la primera fecha en el empate a dos goles frente a Patronato jugando 52 minutos, jugó al lado de su compatriota Álvaro Montero.

### Millonarios
El 29 de junio de 2016 es confirmado su regreso al club embajador con préstamo por un año. Jugaría su primer partido el 27 de julio por el partido de ida de los octavos de final de la Copa Colombia frente al Deportes Tolima en el mismo lugar que debutó. Su primer gol lo haría el 15 de octubre en la victoria de su club 4 a 1 frente al Envigado FC.
Se hace con la titular con tres técnicos distintos; Rubén Israel, Diego Cocca y MIguel Ángel Russo. Pese a su cuestionado rendimiento en el 2016, Franco se hace con la confianza de Russo de cara al 2017, donde retoma el nivel con el cual era recordado en las toldas embajadoras. Forma una pareja defensiva con Andrés Cadavid en la cual se vuelve una ficha clave del esquema del DT argentino manteniéndose como titular a lo largo del Torneo Apertura 2017.
El 30 de junio de 2017 anuncia su salida de Millonarios.

### Boluspor
El 7 de septiembre de 2017 fue confirmada su cesión por un año al Boluspor de la Segunda División de Turquía. Debutó el 16 de septiembre en la victoria 3 a 1 sobre Adana Demirspor jugando todo el partido. Su primer gol lo marcó el 29 de noviembre en la victoria 3 a 1 sobre el Kasımpaşa por la Copa de Turquía.

### América de Cali
El 9 de julio después de varios rumores se confirma como nuevo jugador del América de Cali de la Categoría Primera A de Colombia.
Su primer gol con el club lo marca el 13 de marzo de 2019 en la victoria 2 por 0 como visitantes ante el Deportivo Pasto. El 5 de mayo vuelve a marcar gol contra el Deportivo Pasto esta vez por Liga en el empate a un gol. El 29 de septiembre vuelve a marcar en el empate a tres goles como visitantes ante La Equidad. El 30 de junio de 2020, fue notificada su no renovación de contrato.

## Selección nacional

### Categorías inferiores
Ha estado en todos los miniciclos con la Selección Sub-20 en los años 2009, 2010 y 2011 participó en el Campeonato Sudamericano Sub-20 de 2011 en Perú en el cual lo eligieron como el mejor jugador de la selección, por lo cual lo nombraron capitán del equipo y participó en la Copa Mundial de Fútbol Sub-20 de 2011 en Colombia.
Es convocado por José Néstor Pékerman en el 2012 en un microciclo para conocer sobre su juego y como utilizarlo en la selección.

#### Participaciones enCopas del Mundo Juveniles
| Mundial                     | Sede     | Resultado        | PJ | GA | Asis |
| --------------------------- | -------- | ---------------- | -- | -- | ---- |
| Copa Mundial Sub-20 de 2011 | Colombia | Cuartos de final | 5  | 1  | 0    |

### Selección absoluta
Es convocado por primera vez a la Selección Colombia de mayores el 3 de octubre de 2014 por el DT Jose Nestor Pekerman para los juegos amistosos internacionales, frente a Selección de fútbol de El Salvador y Selección de fútbol de Canadá.
El 11 de mayo del 2015 fue seleccionado por José Pekerman en los 30 pre-convocados para disputar la Copa América 2015.
Fue seleccionado en la nómina definitiva de 23 jugadores el 30 de mayo.

#### Participaciones enCopas América
| Copa              | Sede  | Resultado        | PJ                           | GA | Asis |
| ----------------- | ----- | ---------------- | ---------------------------- | -- | ---- |
| Copa América 2015 | Chile | Cuartos de final | 0 (4 partidos como suplente) | 0  | 0    |

## Estadísticas
| Club                          | Temporada           | Liga  | Liga  | Copas | Copas | Internacional | Internacional | Total | Total |
| Club                          | Temporada           | Part. | Goles | Part. | Goles | Part.         | Goles         | Part. | Goles |
| ----------------------------- | ------------------- | ----- | ----- | ----- | ----- | ------------- | ------------- | ----- | ----- |
| Millonarios · Colombia        | 2009                | 17    | 1     | 7     | 0     | -             | -             | 24    | 1     |
| Millonarios · Colombia        | 2010                | 15    | 0     | 5     | 0     | -             | -             | 20    | 0     |
| Millonarios · Colombia        | 2011                | 22    | 2     | 6     | 1     | -             | -             | 28    | 3     |
| Millonarios · Colombia        | 2012                | 30    | 2     | 6     | 2     | 10            | 0             | 46    | 4     |
| Millonarios · Colombia        | 2013-I              | 19    | 2     | 2     | 1     | 6             | 1             | 27    | 4     |
| Beşiktaş Turquía              | 2013-14             | 18    | 1     | 1     | 0     | -             | -             | 19    | 1     |
| Beşiktaş Turquía              | 2014-15             | 21    | 0     | 3     | 0     | 13            | 0             | 37    | 0     |
| Beşiktaş Turquía              | 2015-II             | 0     | 0     | 3     | 0     | -             | -             | 4     | 0     |
| Beşiktaş Turquía              | Total               | 39    | 1     | 7     | 0     | 13            | 0             | 60    | 1     |
| San Lorenzo Argentina         | 2016-I              | 3     | 0     | 0     | 0     | 1             | 0             | 4     | 0     |
| San Lorenzo Argentina         | Total               | 3     | 0     | 0     | 0     | 1             | 0             | 4     | 0     |
| Millonarios · Colombia        | 2016-II             | 11    | 1     | 2     | 0     | 0             | 0             | 13    | 1     |
| Millonarios · Colombia        | 2017-I              | 24    | 0     | 0     | 0     | 2             | 0             | 26    | 0     |
| Millonarios · Colombia        | Total               | 138   | 8     | 28    | 4     | 18            | 1             | 184   | 12    |
| Boluspor Turquía              | 2017-18             | 10    | 0     | 4     | 1     | 0             | 0             | 14    | 1     |
| Boluspor Turquía              | Total               | 10    | 0     | 4     | 1     | 0             | 0             | 14    | 1     |
| América de Cali · Colombia    | 2018                | 17    | 0     | 1     | 0     | -             | -             | 18    | 0     |
| América de Cali · Colombia    | 2019                | 21    | 2     | 7     | 2     | -             | -             | 28    | 4     |
| América de Cali · Colombia    | 2020                | 2     | 1     | -     | -     | 1             | 0             | 3     | 1     |
| América de Cali · Colombia    | Total               | 40    | 3     | 8     | 2     | 1             | 0             | 49    | 5     |
| Blooming · Bolivia            | 2021                | 4     | 0     | -     | -     | -             | -             | 4     | 0     |
| Blooming · Bolivia            | Total               | 4     | 0     | 0     | 0     | 0             | 0             | 4     | 0     |
| Fortaleza CEIF · Colombia     | 2021                | 16    | 0     | -     | -     | -             | -             | 16    | 0     |
| Fortaleza CEIF · Colombia     | 2022                | 39    | 1     | 7     | 0     | -             | -             | 46    | 1     |
| Fortaleza CEIF · Colombia     | Total               | 55    | 1     | 7     | 0     | 0             | 0             | 62    | 1     |
| Alianza Petrolera · Colombia  | 2023                | 45    | 2     | 1     | 0     | -             | -             | 46    | 2     |
| Alianza Petrolera · Colombia  | Total               | 45    | 2     | 1     | 0     | 0             | 0             | 46    | 2     |
| Alianza Valledupar · Colombia | 2024                | 27    | 1     | -     | -     | 7             | 0             | 34    | 1     |
| Alianza Valledupar · Colombia | 2025                | 7     | 0     | -     | -     | -             | -             | 7     | 0     |
| Alianza Valledupar · Colombia | Total               | 34    | 1     | 0     | 0     | 7             | 0             | 41    | 1     |
| Total en su carrera           | Total en su carrera | 368   | 16    | 55    | 7     | 40            | 1             | 463   | 24    |

### Selección
| Selección | Año | Amistosos | Amistosos | Copa América | Copa América | Copa Mundial | Copa Mundial | Eliminatorias Mundialistas | Eliminatorias Mundialistas | Total | Total |
| Selección | Año | PJ        | G         | PJ           | G            | PJ           | G            | PJ                         | G                          | PJ    | G     |
| --------- | --- | --------- | --------- | ------------ | ------------ | ------------ | ------------ | -------------------------- | -------------------------- | ----- | ----- |
| Sub-20    |     |           |           |              |              |              |              |                            |                            |       |       |
| 2011      | 6   | 0         | --        | --           | 5            | 1            | 9            | 1                          | 20                         | 2     |       |
| Total     | 6   | 0         | --        | --           | 5            | 1            | 9            | 4                          | 20                         | 2     |       |
| Absoluta  |     |           |           |              |              |              |              |                            |                            |       |       |
| 2014      | 2   | 0         | --        | --           | --           | --           | --           | --                         | 2                          | 0     |       |
| 2015      | 3   | 0         | --        | --           | --           | --           | --           | --                         | 3                          | 0     |       |
| Total     | 5   | 0         | --        | --           | --           | --           | --           | --                         | 5                          | 0     |       |

## Palmarés

### Títulos nacionales
| Título              | Club            | País      | Temporada |
| ------------------- | --------------- | --------- | --------- |
| Copa Colombia       | Millonarios     | Colombia  | 2011      |
| Categoría Primera A | Millonarios     | Colombia  | 2012-II   |
| Supercopa Argentina | San Lorenzo     | Argentina | 2015      |
| Categoría Primera A | América de Cali | Colombia  | 2019-II   |
| Categoría Primera A | América de Cali | Colombia  | 2020      |

### Títulos internacionales
| Título                      | Club             | País    | Año  |
| --------------------------- | ---------------- | ------- | ---- |
| Torneo Esperanzas de Toulon | Selección Sub-20 | Francia | 2011 |